# ヴィルヘルム・フォン・ベツォルト

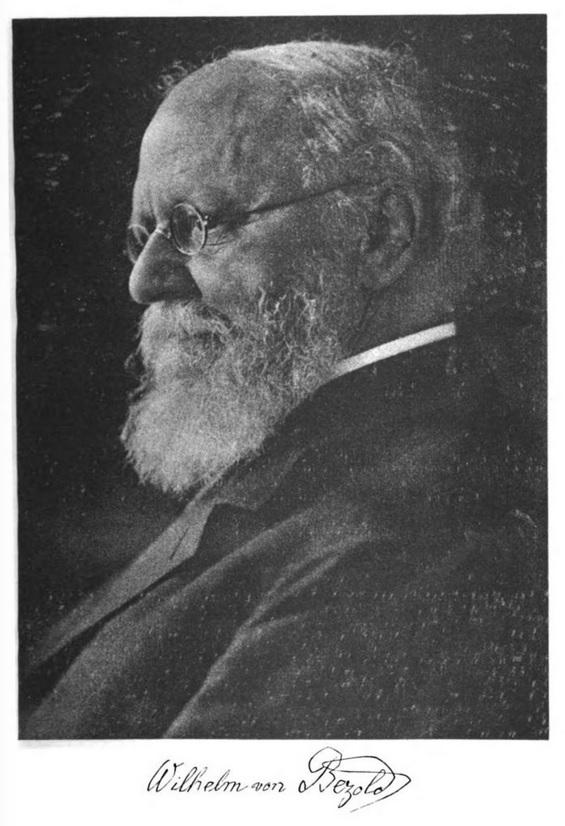
ヴィルヘルム・フォン・ベツォルト、ルドルフ・デュールコープ撮影

ヨハン・フリードリヒ・ヴィルヘルム・フォン・ベツォルト（Johann Friedrich Wilhelm von Bezold、1837年6月21日 - 1907年2月17日）は、バイエルン王国ミュンヘン生まれのドイツの物理学者、気象学者である。ベツォルト効果とベツォルト・ブリュッケ現象の発見で最もよく知られている。
ベツォルトはミュンヘン大学とゲッティンゲン大学で数学と物理学を学んだ。1861年からミュンヘンで気象学を教え、1866年に教授になった。1868年にミュンヘン工科大学で教え始めた。1875年にバイエルン科学人文アカデミーの会員に任命された。
1885年から1907年までベルリン大学のプロイセン気象研究所の所長を務めた。科学者として、彼は主に大気の物理学に興味を持ち、雷雨の理論に大きく貢献した。
ベツォルトは大気熱力学の初期の研究者の1人であった。彼は、空気が上昇し、膨張し、冷却し、最終的に水蒸気を凝縮して沈殿させる断熱過程を検討した。
ベツォルトによるリヒテンベルク図形の研究は、ハインリヒ・ヘルツがマクスウェルの方程式を物理的に検証しようとする際に役立った。